# Haunting Shadows
Pour plus de détails, voir Fiche technique et Distribution.
Haunting Shadows est un film muet américain réalisé par Henry King et sorti en 1920.

## Synopsis
Pour satisfaire aux stipulations du testament de son riche grand-père, John Glenarm doit résider dans la propriété prétendument hantée de ce dernier, pendant un an, faute de quoi cette propriété reviendrait à Marian Deveraux, une jeune institutrice. John est peu préparé aux évènements mystérieux qui se produisent, mais persévère jusqu'à ce qu'il commence à tomber amoureux de Marian, qu'il a du mal à considérer comme une rivale. Quand elle part pour la ville, il la suit, et à son retour, est informé par l'avocat de son grand-père, Arthur Pickering, qu'il doit rendre la propriété. À ce moment-là, John Glenarm Senior apparaît, bien vivant, et admet que sa prétendue mort était une ruse pour tester le caractère de son petit-fils. John Junior, ayant réussi le test, hérite à la fois de la propriété et de l'amour de Marian.

## Fiche technique
- Titre original : Haunting Shadows
- Réalisation : Henry King
- Scénario : Eugene B. Lewis, d'après  le roman The House of a Thousand Candles de Meredith Nicholson
- Photographie : Victor Milner
- Production : Jesse D. Hampton
- Société de production : Jesse D. Hampton Productions
- Société de distribution : Robertson-Cole Distributing Corporation
- Pays de production :  États-Unis
- Langue : anglais
- Format : Noir et blanc - 35 mm - 1,37:1 - film muet-Muet
- Genre : Comédie dramatique
- Durée : 5 bobines
- Date de sortie :
  - États-Unis : 11 janvier 1920 (première à New-York le 28 décembre 1919)

## Distribution
- H. B. Warner : John Glenarm
- Edward Peil Sr. : Arthur Pickering
- Charles Hill Mailes : Bates
- Frank Lanning : Morgan
- Florence Oberle : Sœur Theresa
- Margaret Livingston : Marian Deveraux
- Harry Kendall : Révérend Paul Stoddard
- Patricia Fox : Gladys Armstrong
- Charles K. French : John Glenarm Senior